# Сюньи (Франция)
Сюньи́ (фр. Sugny) — коммуна во Франции, находится в регионе Шампань — Арденны. Департамент коммуны — Арденны. Входит в состав кантона Монтуа. Округ коммуны — Вузье.
Код INSEE коммуны — 08431.
Коммуна расположена приблизительно в 180 км к востоку от Парижа, в 50 км северо-восточнее Шалон-ан-Шампани, в 50 км к югу от Шарлевиль-Мезьера.

## Население
Население коммуны на 2008 год составляло 93 человека.
| 1962 | 1968 | 1975 | 1982 | 1990 | 1999 | 2008 |
| ---- | ---- | ---- | ---- | ---- | ---- | ---- |
| 81   | 102  | 96   | 84   | 79   | 88   | 93   |

## Экономика
В 2007 году среди 53 человек в трудоспособном возрасте (15—64 лет) 38 были экономически активными, 15 — неактивными (показатель активности — 71,7 %, в 1999 году было 70,4 %). Из 38 активных работали 34 человека (20 мужчин и 14 женщин), безработных было 4 (1 мужчина и 3 женщины). Среди 15 неактивных 3 человека были учениками или студентами, 6 — пенсионерами, 6 были неактивными по другим причинам.

## Фотогалерея

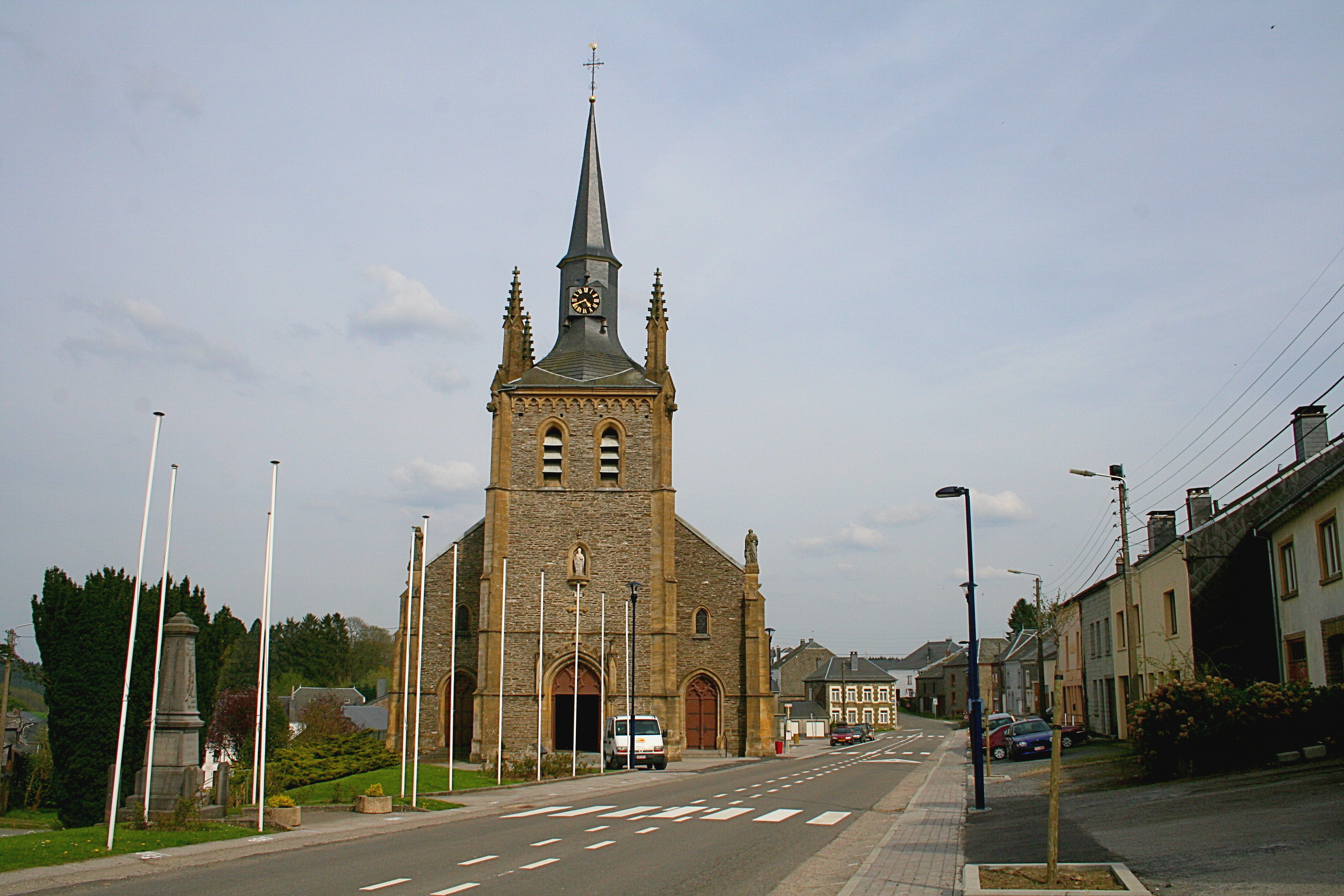
Сюньи и церковь Сен-Мартен
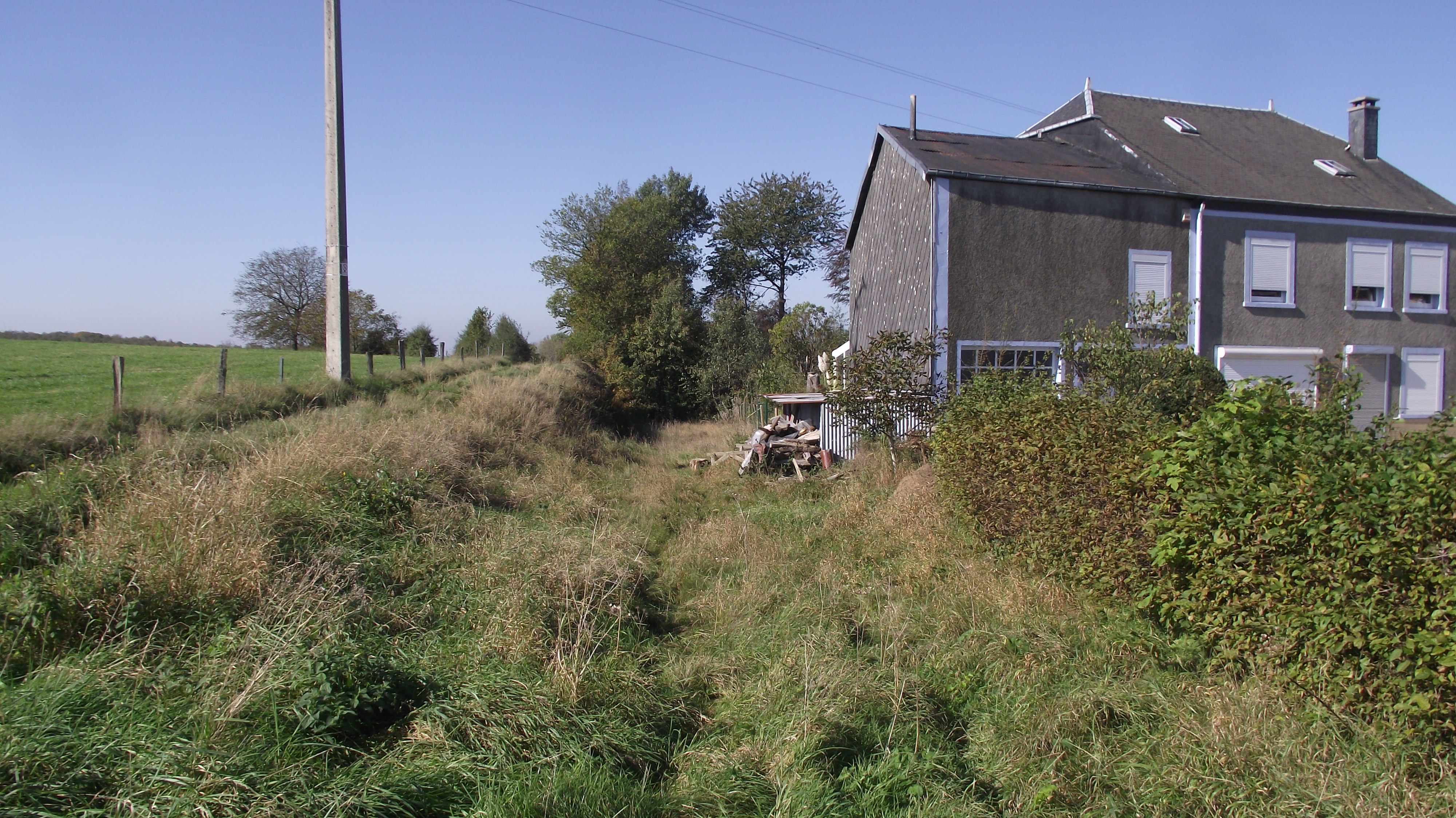
Сюньи
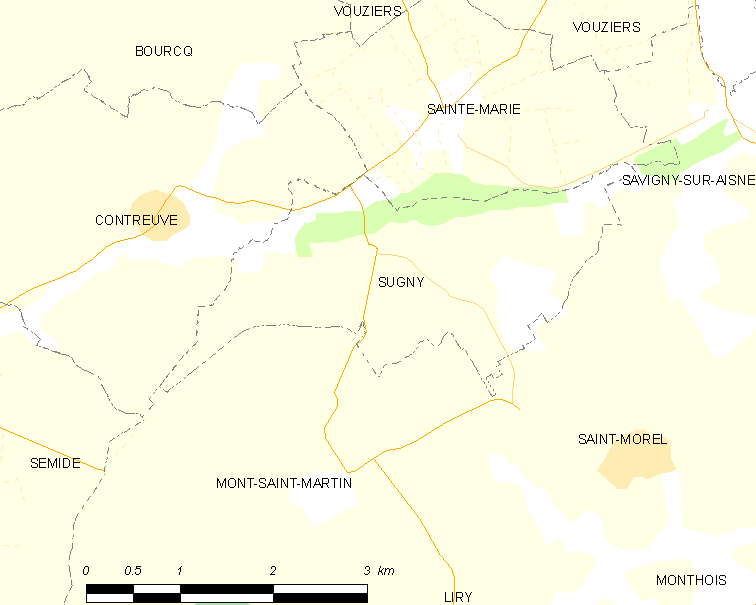
Карта коммуны